# Between Two Ferns - Il film
Between Two Ferns - Il film (Between Two Ferns: The Movie) è un film del 2019 diretto da Scott Aukerman. Il protagonista è Zach Galifianakis, che interpreta sé stesso.

## Trama
Il conduttore dello show e la sua troupe intraprendono un disperato viaggio in macchina attraverso gli Stati Uniti per intervistare dieci celebrità e potere quindi ottenere da Will Ferrel (fondatore e presidente della Funny or die) un contratto per un talk show nazionale.

## Produzione
Il film è una satira dell'omonimo talk show e di spettacoli televisivi dello stesso genere. L'omonimo talk show, diretto da Zach Galifianakis dal 2008, consiste in brevi interviste a celebrità in uno studio arredato in modo minimale e abbellito da due piante di felce (il titolo dello show significa infatti letteralmente "tra due felci").
Nel film appaiono molte celebrità dello showbusiness statunitense, nei panni di loro stesse come personaggi intervistati dal conduttore (o in spezzoni delle interviste precedenti).

## Riconoscimenti
- California on Location Awards
  - 2019 - Candidatura alla Location Manager dell'anno - Film indipendente a Eric Fierstein
- Online Film Critics Society Awards
  - 2020 - Miglior produzione non destinata ai cinema
- Primetime Emmy Awards
  - 2020 - Candidatura al miglior varietà in formato breve a Scott Aukerman, Zach Galifianakis, Mike Farah, Caitlin Daley, Corinne Eckart per "Between Two Ferns With Zach Galifianakis: The Movie, Sorta Uncut Interviews